# Farsang Ferenc
Farsang Ferenc (Szombathely, 1927. március 19. – Győr, 2000. augusztus 8.) magyar labdarúgó, jobbhátvéd, majd edző. A sportsajtóban Farsang I néven szerepelt. Testvére Farsang Endre labdarúgó.

## Pályafutása

### Játékosként
1946 és 1949 között a Szombathelyi AK, 1949 és 1951 között a Szombathelyi Lokomotív, 1952 és 1961 között a Tatabányai Bányász labdarúgója volt.

### Edzőként
1962–63-ban a Tatabányai Bányász utánpótlás edzője volt. 1964–65-ben a lengyel Górnik Zabrze szakmai munkáját irányította. 1969–70-ben a KOMÉP, 1970 és 1972 között a lengyel Zaglebie Sosnowiec, 1972 és 1975 között a Rába ETO, 1975–76-ban a Bábolna vezetőedzője volt. 1978–79-ben az ETO utánpótlás edzője, majd 1980–81-ben a Győri Dózsa vezetőedője volt.

## Sikerei, díjai

### Játékosként
- Magyar bajnokság
  - 4.: 1957–58

### Edzőként
- Lengyel bajnokság
  - bajnok: 1970–71
  - 2.: 1971–72
- Lengyel kupa
  - győztes: 1971
- Magyar bajnokság
  - 3.: 1973–74